# Colossendeis microsetosa
Colossendeis microsetosa is een zeespin uit de familie Colossendeidae. De soort behoort tot het geslacht Colossendeis. Colossendeis microsetosa werd in 1943 voor het eerst wetenschappelijk beschreven door Hilton. 